# Ермалькау
Ермалька́у — дрібний острів в Червоному морі в архіпелазі Дахлак, належить Еритреї, адміністративно відноситься до району Дахлак регіону Семіен-Кей-Бахрі.

## Географія
Розташований на північний схід від східного півострова острова Дахлак. Має видовжену вузьку форму, довжина острова майже 0,8 км, ширина 0,1 км. З усіх сторін острів облямований піщаними мілинами та кораловими рифами.